# Ditylomorphula
Ditylomorphula es un género de coleóptero de la familia Oedemeridae.

## Especies
Las especies de este género son:
- Ditylomorphula albalatei Vazquez, 1996
- Ditylomorphula brendelli Vazquez, 2000
- Ditylomorphula capitata Vazquez & èvihla, 2006
- Ditylomorphula crinita Vazquez, 1996
- Ditylomorphula espanyoli Vazquez, 1996
- Ditylomorphula mecophallica Vazquez, 1996
- Ditylomorphula merkli Vazquez, 1994
- Ditylomorphula vazquezi Švihla, 2004